# Сункайты
Сункайты (каз. Сұңғайты) — село в Рыскуловском районе Жамбылской области Казахстана. Входит в состав Орнекского сельского округа. Код КАТО — 315051600.

## Население
В 1999 году население села составляло 227 человек (115 мужчин и 112 женщин). По данным переписи 2009 года, в селе проживало 79 человек (38 мужчин и 41 женщина).